# Rutnasjträsket
Rutnasjträsket är en sjö i Jokkmokks kommun i Lappland och ingår i Luleälvens huvudavrinningsområde. Sjön har en area på 0,274 kvadratkilometer och ligger 264,3 meter över havet.

## Delavrinningsområde
Rutnasjträsket ingår i det delavrinningsområde (734630-170664) som SMHI kallar för Utloppet av Holmträsket. Medelhöjden är 287 meter över havet och ytan är 27,94 kvadratkilometer. Det finns ett avrinningsområde uppströms, och räknas det in blir den ackumulerade arean 52,98 kvadratkilometer. Holmträskbäcken som avvattnar avrinningsområdet har biflödesordning 3, vilket innebär att vattnet flödar genom totalt 3 vattendrag innan det når havet efter 153 kilometer. Avrinningsområdet består mestadels av skog (62 procent). Avrinningsområdet har 5,26 kvadratkilometer vattenytor vilket ger det en sjöprocent på 18,8 procent.